# Leudelsbach

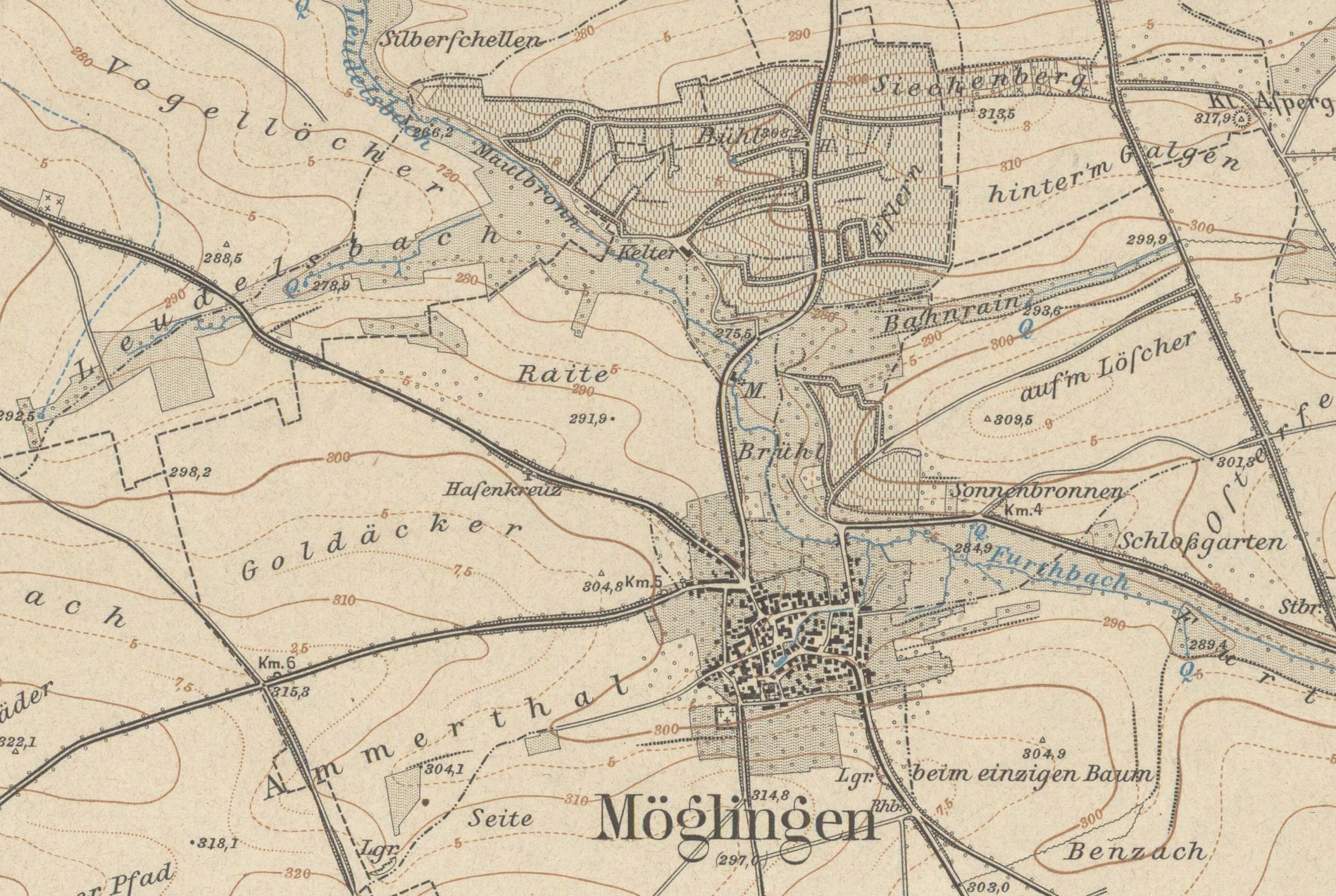
Quellgebiet des Oberen und Unteren Leudelsbachs mit Zuflüssen rund um Möglingen (1896)

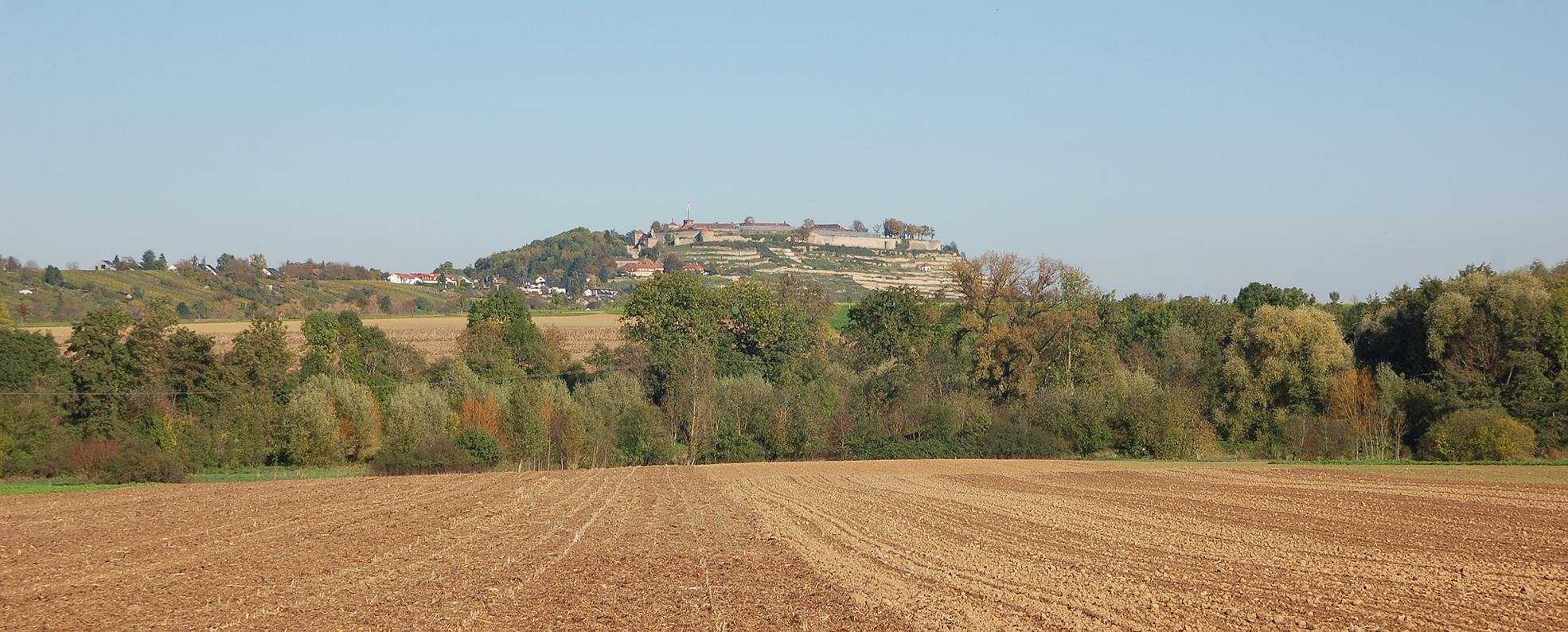
Talmulde des Oberlaufs mit dem Hohenasperg

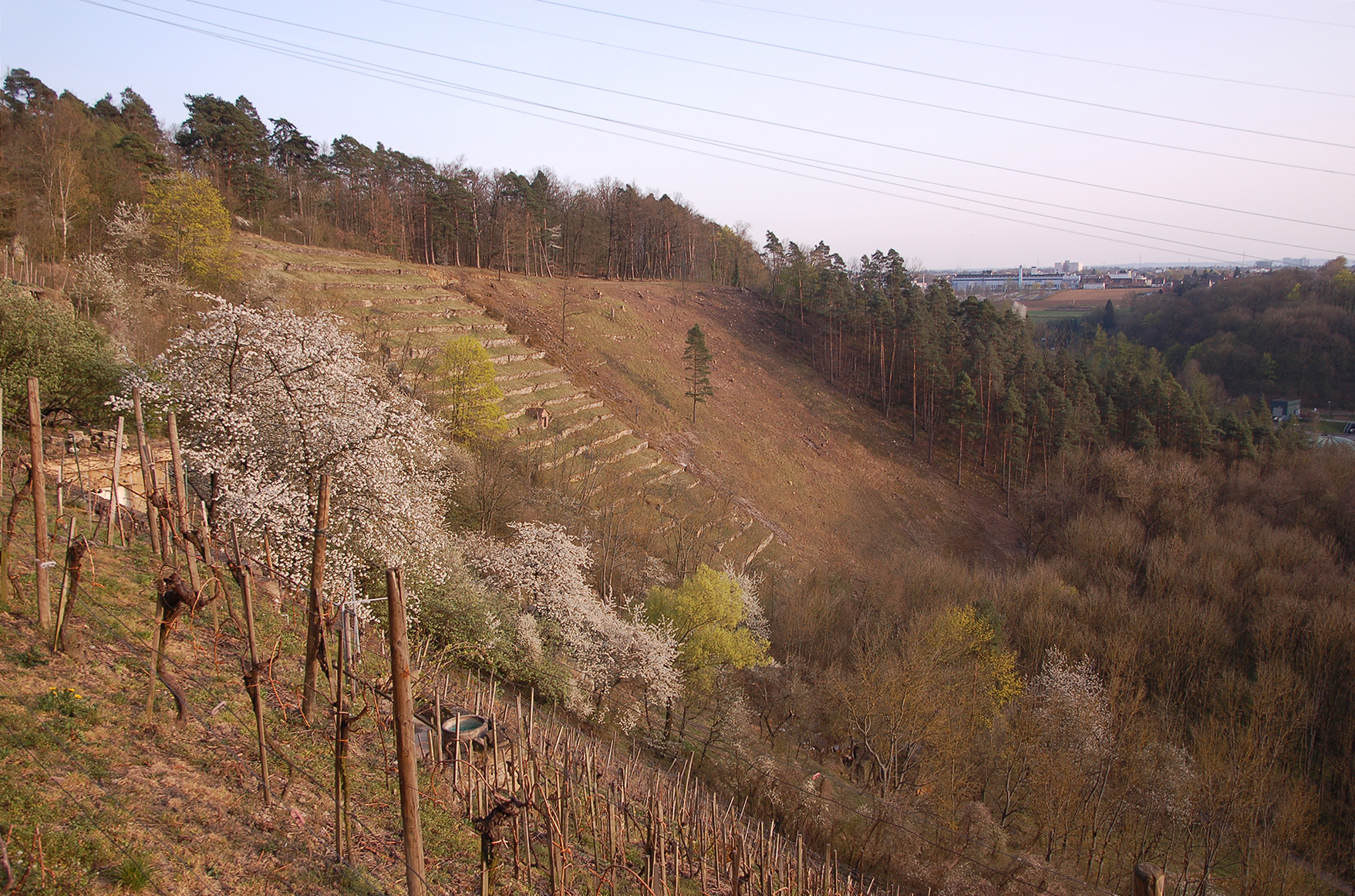
Weinberg, Sozialbrache, Kalkmagerrasen und Hangwald mit Kiefern am Oberen Wannenberg

Der Leudelsbach im baden-württembergischen Landkreis Ludwigsburg ist etwas über 6 km lang, fließt überwiegend durch Markgröninger Markung in die Enz und hat ein Einzugsgebiet von etwa 22 Quadratkilometern.

## Geographie

### Oberläufe und Verlauf
Der Leudelsbach hat zwei Oberläufe, die sich nordwestlich von Möglingen vereinigen: Der von Osten kommende Arm beginnt heute am Steg nahe der Möglinger Wiesenstraße. Davor ist er verdolt. Ursprünglich entsprang der Untere Leudelsbach im periodisch trocken fallenden Ammertal südwestlich des Ortszentrums, wo mehrere Quellen der „Wette“ beim Möglinger Pfarrhaus zugeführt wurden. Die Quelle des Oberen Leudelsbachs liegt westlich von Möglingen im Markgröninger Gewann „Leudelsbach“. Sie wurde 1499 vom Baumeister Peter von Koblenz zur Speisung des Markgröninger Marktbrunnens angezapft und versorgte diesen bis ins 20. Jahrhundert über eine Teuchelleitung mit fließendem Wasser.
Der von der Quelle in nordöstlicher Richtung fließende Arm vereinigt sich bei der Wüstung Maulbronn nordwestlich von Möglingen mit dem Unteren Leudelsbach.  Von hier fließt der Leudelsbach in nordwestlicher Richtung rechts an Markgröningen vorbei durchs tief eingeschnittene Remminger Tal und mündet gegenüber dem ehemaligen Remmigheim in eine Südschleife der Enz, knapp 15 Kilometer vor deren eigener Mündung in den Neckar.

### Einzugsgebiete
Das Einzugsgebiet des Leudelsbaches umfasst etwa 22,5 Quadratkilometer. Wenig westlich des unteren Leudelsbachs rückt die Glems nahe an das Leudelsbachtal heran. Der Rotenacker rechts des Unterlaufs wird offenbar großteils unterirdisch durch Klüfte im Muschelkalk entwässert. Jenseits der nördlichen Wasserscheide entwässert der Bissinger Saubach zur abwärtigen Enz. Im Nordosten fließt der Freiberger Gründelbach zum Neckar. Im Osten führt die Ludwigsburger Stadtentwässerung durchs Hohenecker Tal zum Neckar. Südöstlich vom Einzugsgebiet der verdolten Oberläufe des Leudelsbachs entwässert der Aldinger Holzbach weiter flussaufwärts zum Neckar.
Naturräumlich gesehen liegt das Einzugsgebiet zur Gänze im Neckarbecken und fast vollständig in dessen Unterraum Langes Feld; nur ein kleiner mündungsnaher Zwickel mit Talwald nördlich von Markgröningen wird zum Unterraum Besigheim-Lauffener Talschlingen gerechnet.

### Zuflüsse
Liste der Zuflüsse und  Seen von der Quelle zur Mündung. Gewässerlänge, Seefläche, Einzugsgebiet und Höhe nach den entsprechenden Layern auf der Onlinekarte der LUBW. Andere Quellen für die Angaben sind vermerkt.
- Furtbach, heutiger Oberlauf, 0,9 km und ca. 8,0 km².[LUBW 7] Entsteht als Riedbach beim Sportgelände von Pflugfelden und unterquert schon als Furtbach die Anschlussstelle Ludwigsburg Süd der A 81, um dann beim Möglinger Stadion in einer Verdolung zu verschwinden und sich bei der Brunnenstraße mit dem ebenfalls verdolten Unteren Leudelsbach zu vereinigen. 
  - Binsach, von links und Südwesten auf knapp 290 m ü. NHN kurz vor der Verdolung des Furtbachs, 0,8 km und ca. 2,5 km².[LUBW 7] Entsteht auf etwa 302 m ü. NHN an der L 1110 von Stammheim her.
  - Sonnenbrunnen, Quelle rechts des verdolten Furtbachs.
  - Hanfbach, von links in den verdolten Furtbach, 0,8 km.
- Eselsbach, von rechts und Osten auf knapp 275 m ü. NHN an der Asperger Straße in den Unteren Leudelsbach, 1,9 km und ca. 1,3 km².[LUBW 7] Entspringt auf etwa 303 m ü. NHN am Westrand des Osterholzes nahe der A 81 und fließt am nördlichen Siedlungsrand Möglingens entlang.
  -  Durchfließt auf etwa 295 m ü. NHN einen Teich gegenüber der Einmündung der Wartbergstraße in die Hohenzollernstraße, 0,2 ha.
- Oberer Leudelsbach, von links und Südwesten auf etwa 267 m ü. NHN, vereint sich wenig nach der nordwestlichen Möglinger Ortsgrenze schon auf Markgröninger Grund mit dem Unteren Leudelsbach, 1,4 km und 2,1 km². Entsteht auf etwa 294 m ü. NHN am Gewann Stuttgarter Grund.
- Riedbach, von rechts und Osten auf etwa 255 m ü. NHN an der Bachquerung der Landstraße 1138 von Asperg nach Markgröningen, 1,4 km und 2,2 km². Entsteht auf etwa 247 m ü. NHN am Westrand des Stadt- und Gemarkungsrandes von Asperg.
- Andelbach, von rechts und Osten auf etwa 247 m ü. NHN kurz vor der Markgröninger Ölmühle neben der K 1671 von Tamm nach Markgröningen, ca. 1,1 km[LUBW 8] und 1,4 km². Entsteht auf etwa 264 m ü. NHN nördlich der Markgröninger Orthopädischen Klinik.

Im engen Remminger Tal danach am Unterlauf münden keine weiteren Bäche in den Leudelsbach. Zusätzliches Wasser kommt vom Klärwerk und periodisch von der Entwässerung der Unterriexinger Straße. Beim Klärwerk und beim Ausflugslokal am Markgröninger Badplatz, wo der Leudelsbach in die Enz mündet, entspringen rechts des Baches kleine namenlose Quellen.

## Geologie
Aufgrund einer geologischen Verwerfung ändert sich die Charakteristik des Leudelsbachtales abrupt: Die für das Lange Feld typische flache Talmulde geht ab dem Parkplatz am ehemaligen Tammer See in ein Kastental und ab der Kläranlage in eine Klinge über, die der Bach durch den hier anstehenden Muschelkalk gegraben hat. Dieser „Remminger Tal“ genannte Abschnitt gehört großteils zum Naturschutzgebiet Leudelsbachtal. Ökologisch besonders wertvoll sind die Kalkmagerrasen an den sonnenexponierten Steilhängen rechts des Baches.

## Natur und Umwelt

### Ökologie
Die ab dem Klärwerk häufig stark ansteigende Wassermenge führte zu zahlreichen Überschwemmungen und schließlich zur Entstehung von zwei naturbelassenen Verzweigungsbereichen des Bachbetts. Beim älteren Bereich ist eine Auwaldinsel, beim zweiten und jüngeren sind facettenreiche Feuchtwiesen mit ersten Röhrichtinseln entstanden. Der erhoffte Artenreichtum wird jedoch durch starken Nährstoffeintrag und das expansive Indische Springkraut eingeschränkt, das hier optimale Wuchsbedingungen vorfindet.

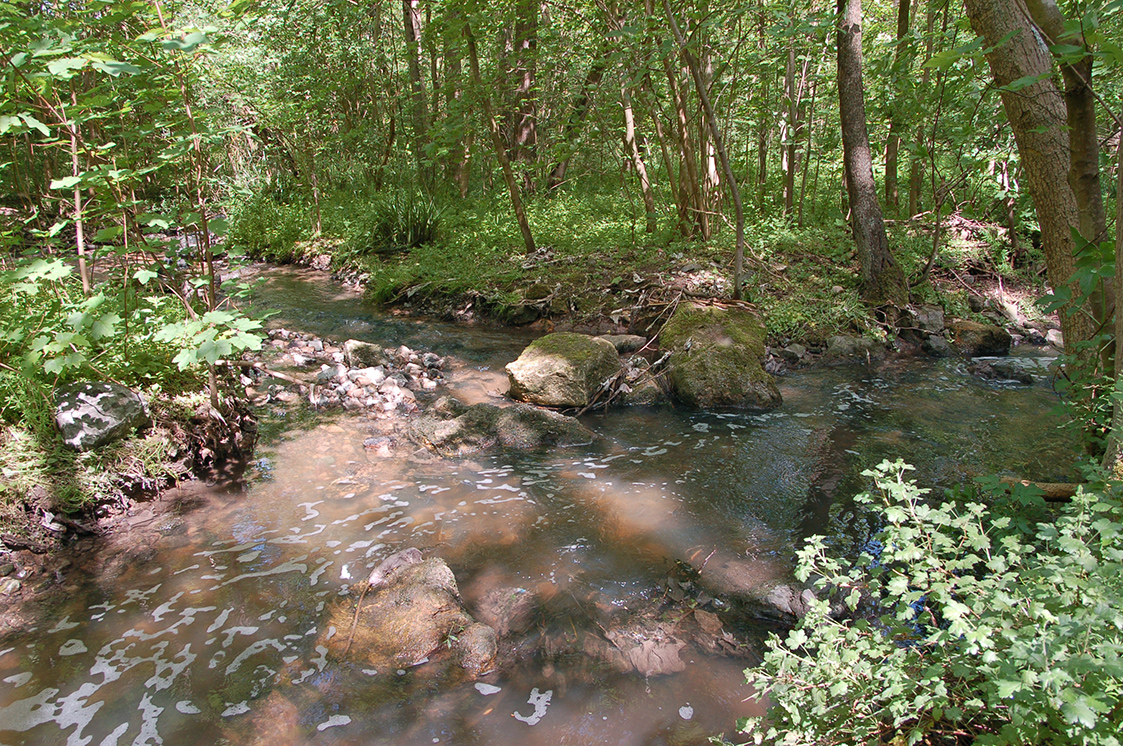
Erster Abzweig im Auwald
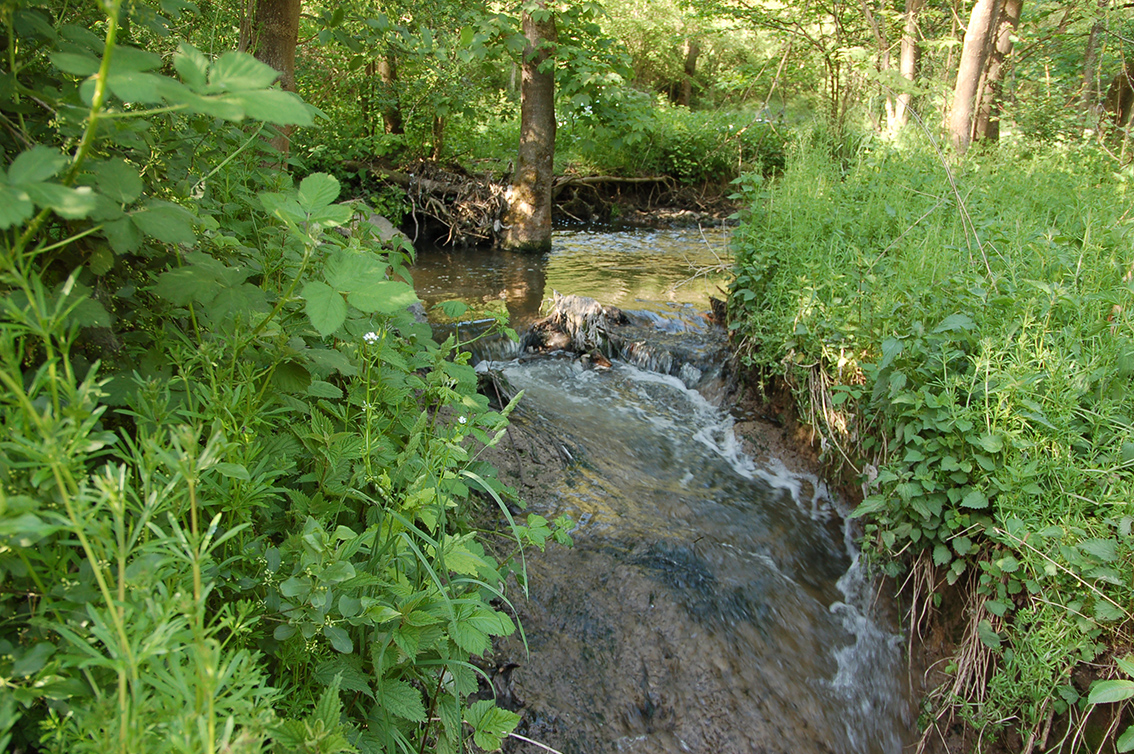
Zweiter Abzweig in die Wiesen
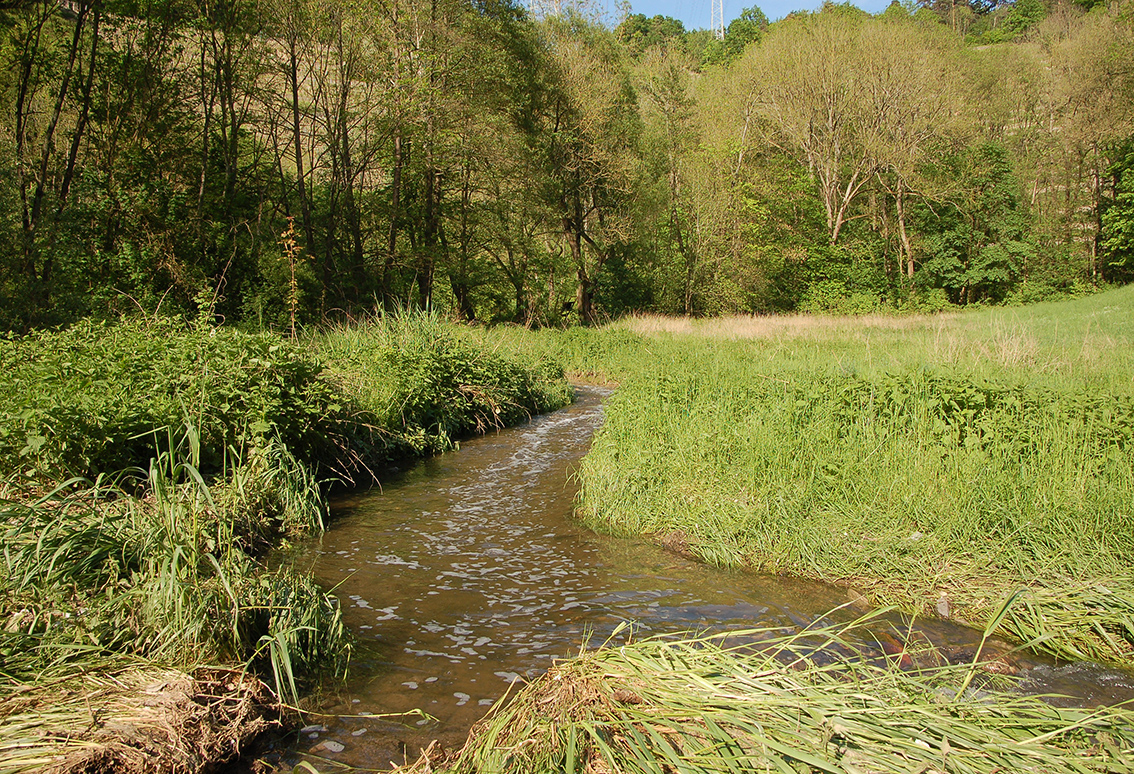
Weitere Verzweigung des Nebenarms
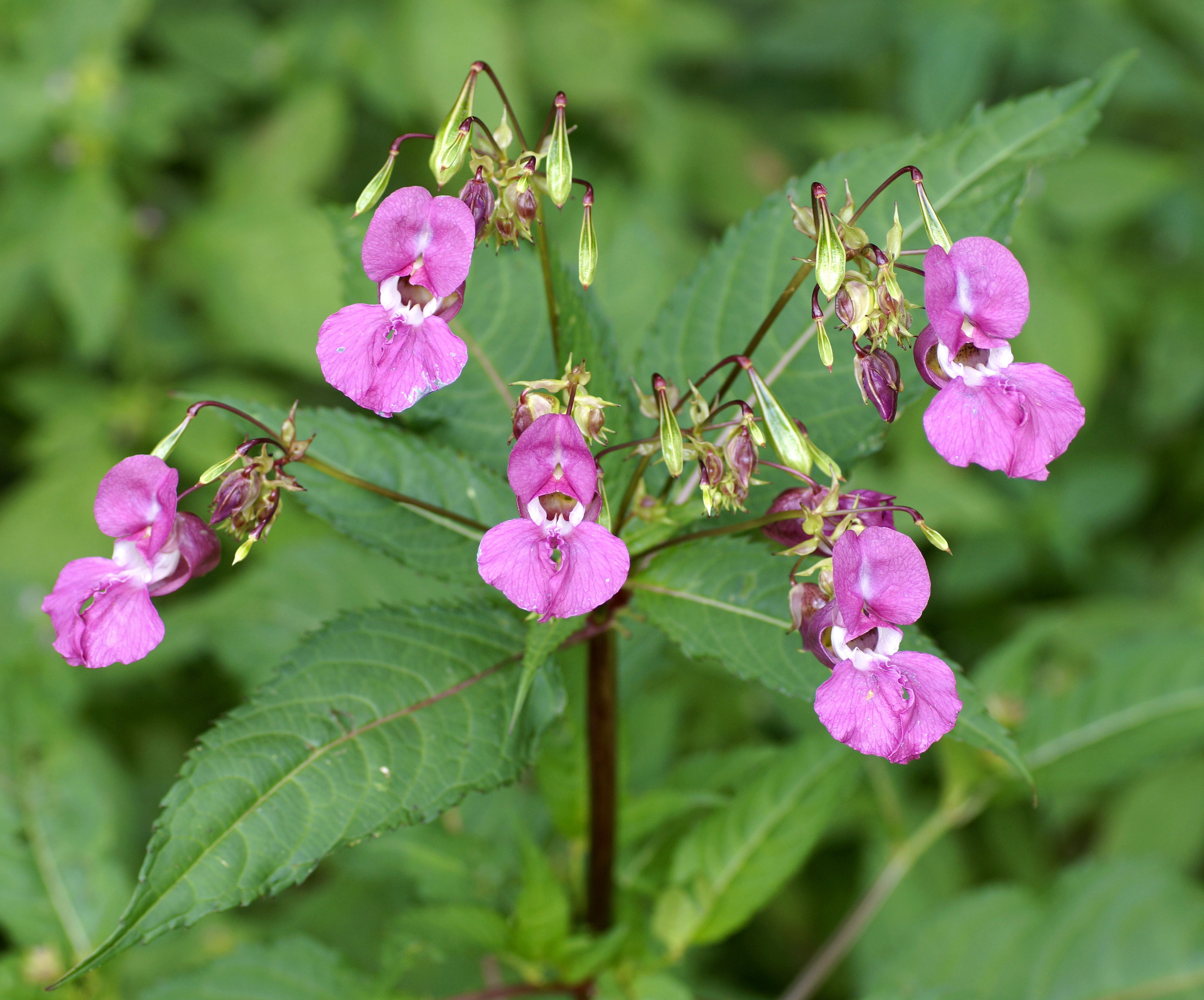
Indisches Springkraut nimmt überhand

### Wasserqualität

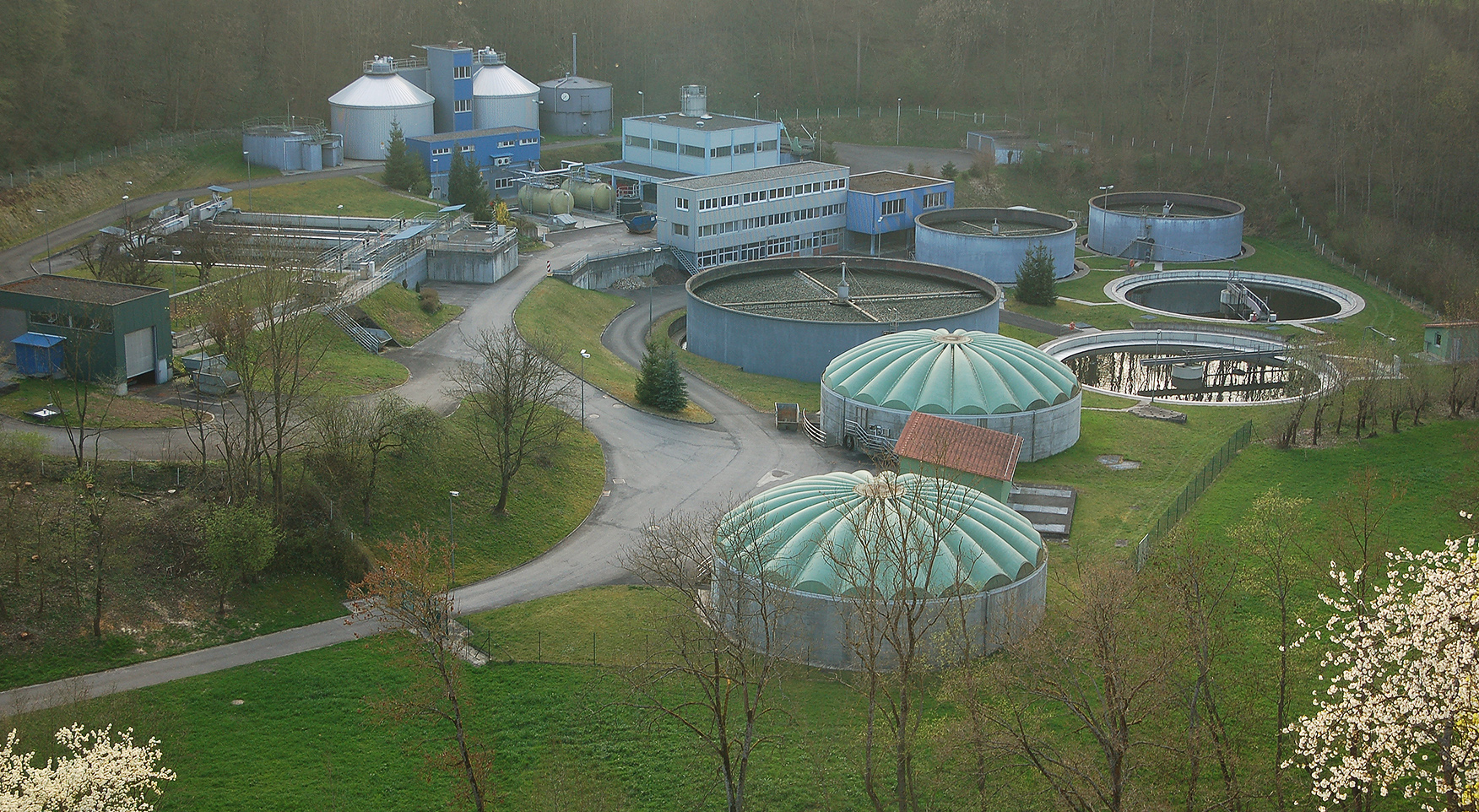
Gruppenklärwerk Leudelsbach bei Markgröningen

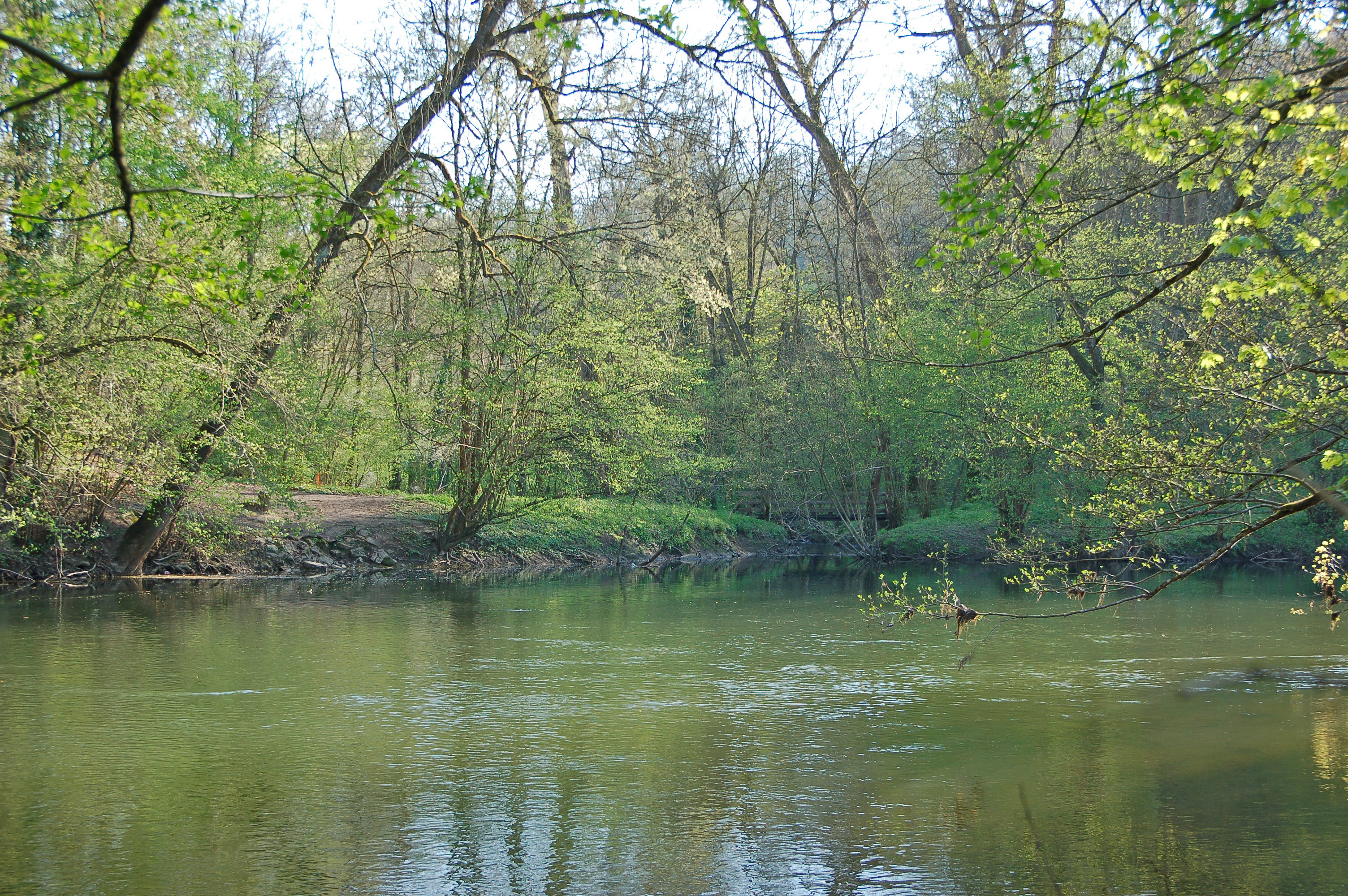
Leudelsbachmündung am Remminger Enzknie

Die Kommunen Asperg, Ludwigsburg, Möglingen und Markgröningen betreiben gemeinsam in Form eines Zweckverbands das Gruppenklärwerk Leudelsbach. Dessen Einzugsbereich umfasst den westlichen Teil Aspergs und die Markgröninger Siedlung Hurst/Landesheim, den Ludwigsburger Stadtteil Pflugfelden, ganz Möglingen und den nördlichen Stadtteil Markgröningens. Die Abwasserleitungen verlaufen zum einen entlang des Riedbachs und des Leudelsbachs, zum anderen direkt von Markgröningen zur Kläranlage. Durch deren Ausbau um eine weitere Reinigungsstufe hat sich die einst schlechte Wasserqualität unterhalb der Kläranlage weiter verbessert. 
Bei anhaltendem Starkregen gelangen allerdings immer noch größere Schübe ungeklärter Abwässer in den Leudelsbach. Erkennbar an Schaumbildung, starkem Tensidgeruch und zahlreich abgelagerten Damenbinden in zuvor überfluteten Bereichen.
An den ab 2010 fälligen Investitionskosten übernehmen Asperg 15,55 Prozent, Ludwigsburg für den Stadtteil Pflugfelden 16,3 Prozent, Möglingen 31,5 Prozent und Markgröningen 36,65 Prozent.

### Wiesenbewässerung
Im oberen Abschnitt des Remminger Tals fließt der Leudelsbach nicht in der Talsohle, sondern noch im künstlich zur Wiesenbewässerung geschaffenen Bett am rechten Hangfuß. Im unteren Abschnitt des Remminger Tals finden sich noch trocken gefallene Relikte des Bewässerungskanals, während der Bach hier im tiefsten Bereich der Sohle der Enz zufließt. Auf der Urflurkarte von 1832 ist das vermutlich seit dem Mittelalter bestehende und im 18. Jahrhundert ausgebaute Bewässerungssystem zur Ertragssteigerung noch nachvollziehbar.

## Geschichte
Der Name des Baches soll von „Pliedelsbach“ abgeleitet sein, was wie der Ortsname Plieningen auf die „Pleonungen“, eine im Stuttgarter Raum einst führende alemannische Familie, hinweise. In der Forstkarte von Georg Gadner (1590) wird der Leudelsbach kongruent zum Namen des Talabschnitts (Remminger Tal) als „Remmick“ bezeichnet. An den südexponierten Steillagen im Remminger Tal finden sich noch zahlreiche Weinbergterrassen. Einige werden bis heute bewirtschaftet. Zwei der brachliegenden Weinberge werden vom staatlichen, einer vom städtischen Naturschutz offen gehalten. Ein weiterer wurde von privater Hand als „Kunstwengert“ zu einem Skulpturengarten umgestaltet. Der Leudelsbach trieb einst zwei Mühlen an. 

### Mühle und Wasserwerk in Möglingen
Die erstmals 1453 erwähnte und für 1523 urkundlich gesicherte Möglinger Mühle an der Asperger Straße 18 wurde damals von Conrad Müller betrieben. Der 1561 Mühlbach genannte und heute verdolte Untere Leudelsbach hatte seinen Ursprung damals in der „Wette“ unterhalb des Pfarrhauses. Nach kurzem Lauf durch den Ort mündeten von rechts der aus Pflugfelden kommende Furtbach und der Hanfbach in den Leudelsbach, der dann meist stark genug war, um das Wasserrad der Mühle anzutreiben. 
Im 17. Jahrhundert bestand am Leudelsbach bei Möglingen eine Pulvermühle zur Versorgung der Festung Hohenasperg, die im Dreißigjährigen Krieg zerstört wurde – vermutlich 1634 im Zuge der Belagerung der Festung. 1662 ließ Herzog Eberhard III. von Württemberg stattdessen eine Pulvermühle an der weit mehr Wasser führenden Glems bei Markgröningen errichten.
Am 30. September 1727 wurde der Müller Caspar Siglin jedoch auf Geheiß des Herzogs Eberhard Ludwig enteignet, um anstelle der Mühle ein Wasserhebewerk zur Trinkwasserversorgung der neu entstandenen Residenzstadt Ludwigsburg einzurichten. In einer Brunnenstube wurde das Wasser von mehreren Quellen der Umgebung gesammelt und zu einem Wasserturm auf dem „Löscher“ gepumpt. Fällige Entschädigungen und Entlohnungen blieb der Herzog schuldig und stürzte damit etliche Beteiligte ins Elend. Zehn Jahre später wurde der Betrieb wegen zu geringer Pumpleistung, zu hoher Betriebskosten und Leitungsschäden bereits wieder eingestellt. Dabei soll auch Sabotage im Spiel gewesen sein.
Die 1743 wieder eingerichtete Getreidemühle erwies sich wegen der zu geringen Leistungsfähigkeit des Leudelsbaches als unwirtschaftlich, wechselte deshalb häufig den Besitzer und wurde 1904 stillgelegt.

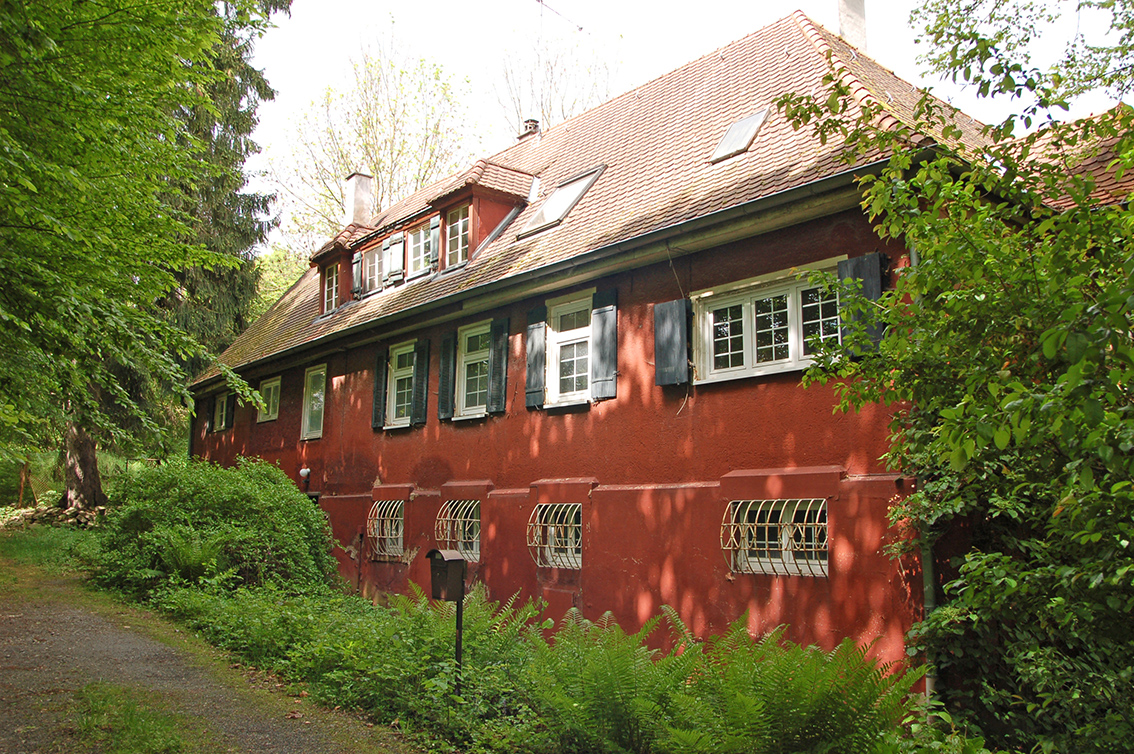
Ölmühle am Tammer See

### Ölmühle Markgröningen
Unterhalb des Zusammenflusses mit dem Andelbach reichte die Wassermenge aus, um die Markgröninger Ölmühle am ehemaligen Tammer See zu betreiben. Die Gebäude Ölmühle 1 und 3 stehen heute als Sachgesamtheit unter Denkmalschutz. Unterhalb des erhaltenen Mühlengebäudes findet sich heute ein Regenrückhaltebecken.

### LUBW
Amtliche Online-Gewässerkarte mit passendem Ausschnitt und den hier benutzten Layern: Lauf und Einzugsgebiet des Leudelsbachs

Allgemeiner Einstieg ohne Voreinstellungen und Layer: Daten- und Kartendienst der Landesanstalt für Umwelt Baden-Württemberg (LUBW) (Hinweise)
1. 1 2  Höhe nach dem Höhenlinienbild auf dem Hintergrundlayer Topographische Karte.
2. ↑  Höhe nach grauer Beschriftung auf dem Hintergrundlayer Topographische Karte.
3. 1 2  Länge nach dem Layer Gewässernetz (AWGN).
4. ↑  Einzugsgebiet aufsummiert aus den Teileinzugsgebieten nach dem Layer Basiseinzugsgebiet (AWGN).
5. ↑  Seefläche nach dem Layer Stehende Gewässer.
6. ↑  Einzugsgebiet nach dem Layer Basiseinzugsgebiet (AWGN).
7. 1 2 3  Einzugsgebiet abgemessen auf dem Hintergrundlayer Topographische Karte.
8. ↑  Länge abgemessen auf dem Hintergrundlayer Topographische Karte.

### Andere Belege
1. ↑  Standort der Wette siehe 48° 53′ 6,9″ N, 9° 7′ 39,9″ O
2. ↑  Standort der Quelle siehe 48° 53′ 27,1″ N, 9° 6′ 9,9″ O
3. ↑  Hilde Fendrich: Die Wasserversorgung im alten Gröningen, in: Durch die Stadtbrille – Geschichte und Geschichten um Markgröningen, Band 4, 1989, S. 25ff; Verlauf der Wasserleitung siehe Urflurkarte von 1831/32.
4. ↑  Standort des Zusammenflusses siehe 48° 53′ 45,1″ N, 9° 7′ 7,2″ O
5. ↑  Friedrich Huttenlocher, Hansjörg Dongus: Geographische Landesaufnahme: Die naturräumlichen Einheiten auf Blatt 170 Stuttgart. Bundesanstalt für Landeskunde, Bad Godesberg 1949, überarbeitet 1967. → Online-Karte (PDF; 4,0 MB)
6. ↑  Standort „Tammer See“ siehe 48° 54′ 35,8″ N, 9° 5′ 41″ O
7. ↑  Standort des Gruppenklärwerks Leudelsbach siehe 48° 54′ 50,8″ N, 9° 5′ 4,5″ O
8. ↑  Quelle: Satzung des Zweckverbands Gruppenklärwerk Leudelsbach (Memento des Originals vom 5. Mai 2014 im Internet Archive)  Info: Der Archivlink wurde automatisch eingesetzt und noch nicht geprüft. Bitte prüfe Original- und Archivlink gemäß Anleitung und entferne dann diesen Hinweis.
9. ↑  Urflurkarte von 1831/32, Blätter NO 39/2+3, NO 40/2
10. ↑  Siehe „Remmick Fl.“ in der Karte des Leonberger Forsts (1590)
11. ↑  „Wengert“ ist der schwäbische Ausdruck für Weingarten.
12. ↑  Standort der Mühle siehe 48° 53′ 30,5″ N, 9° 7′ 33,5″ O
13. ↑  Quelle: Lagerbuch des Amts Grüningen von 1523 (HStA Stuttgart)
14. ↑  Quelle: Albert Kleemann (veröffentlicht in einer Beilage zur Ludwigsburger Kreiszeitung am 24. Dezember 1968)
15. ↑  Quelle: Hermann und Adolf Seybold (Heimatverein Möglingen 1979)
16. ↑  Liste der Kulturdenkmale in Baden-Württemberg. Verzeichnis der unbeweglichen Bau- und Kunstdenkmale und der zu prüfenden Objekte (Memento des Originals vom 2. Dezember 2013 im Internet Archive)  Info: Der Archivlink wurde automatisch eingesetzt und noch nicht geprüft. Bitte prüfe Original- und Archivlink gemäß Anleitung und entferne dann diesen Hinweis. (PDF; 33 kB), Stand: 7. November 2011